# Vaccinium crinigerum
Vaccinium crinigerum är en ljungväxtart som beskrevs av Kloet. Vaccinium crinigerum ingår i Blåbärssläktet, och familjen ljungväxter. Inga underarter finns listade i Catalogue of Life.